# Lepricornis instrata
Lepricornis instrata är en fjärilsart som beskrevs av Hans Ferdinand Emil Julius Stichel 1929. Lepricornis instrata ingår i släktet Lepricornis och familjen Riodinidae. Inga underarter finns listade i Catalogue of Life.